# Turkmenicampa mirabilis
Turkmenicampa mirabilis — це вид дрібних, білих, прихованощелепних членистоногих з ряду двохвости (Diplura). Turkmenicampa mirabilis знайдені в Лебапському велаяті, що розташований на сході Туркменістану.